# Ernesta Stern
Ernesta Stern, vlastním jménem Maria Ernesta Hierschel de Minerbi, známá také jako Maria Star, (8. prosince 1854 – 1926) byla francouzská spisovatelka italského původu. Napsala množství povídek a románů, pro které čerpala inspiraci z pobytů v zahraničí. Častokrát navštěvovala Itálii, Francii, Španělsko. Nejdále vyjela do Egypta. Salón, který založila v Paříži, navštěvovali mnozí umělci, literáti a finantropové francouzské elity do počátku 20. století. Zasloužila si ocenění rytířským řádem Čestné legie. Její Villa Torre Clementina v Roquebrune-Cap-Martin je historickou památkou.

## Raný život
Ernesta Stern se narodila 8. prosince 1854 v italském Terstu. Její otec byl Leone de Hierschel (syn Moisè Hierschel a Rachele Vivante) a její matka, Clementina de Minerbi (dcera Calimana de Minerbi a Chiara di Angeli). Byla židovského původu.

## Kariéra
Stern psala povídky, romány ale i libreta inspirovaná cestami za uměním do zahraničí, též soudobými událostmi. Například její román Křtiny odvahy, z roku 1916, praví o první světové válce.
Stern vedla salon v Paříži. Jedním z jejích hostů byl italský básník Filippo Tommaso Marinetti. Přátelila se také se slavným francouzským spisovatelem Marcelem Proustem.
Stern byla v roce 1920 oceněna řádem rytíře Čestné legie.

## Osobní život, smrt a dědictví

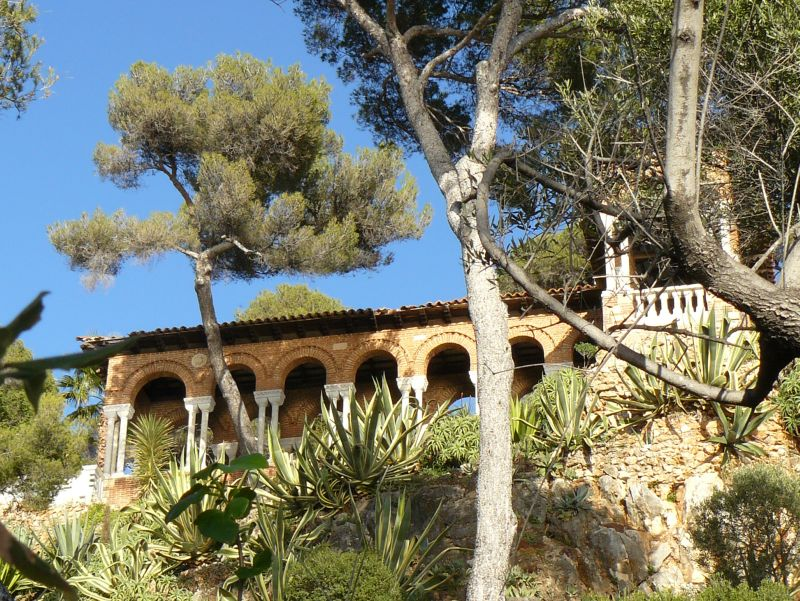
Villa Torre Clementina v Roquebrune-Cap-Martin

Stern se provdala za Louise Sterna, bankéře a člena rodiny Stern. Bydleli na Rue du Faubourg-Saint-Honoré 68 v Paříži. V roce 1900 ovdověla a v roce 1904 postavila Villa Torre Clementina v Roquebrune-Cap-Martin, letní sídlo ve kterém trávila své dny až do smrti.
Stern zemřela v roce 1926. Její dům v Roquebrune-Cap-Martin je zapsán jako historická památka francouzského ministerstva kultury.

## Výběr z díla
- STERN, Ernesta. Au fil des pensées. Paris: Chaix, 1896. OCLC 459061767
- STERN, Ernesta. Autour du cœur. Paris: P. Ollendorff, 1897. OCLC 759765093
- STERN, Ernesta. Quinze jours à Londres. Paris: P. Ollendorff, 1898. OCLC 459061839
- STERN, Ernesta. Impressions d'Espagne. Paris: P. Ollendorff, 1900. OCLC 459061830
- STAR, Maria. Âmes de chefs-d'œuvre. [s.l.]: [s.n.], 1901. OCLC 79204042
- STERN, Ernesta. Chaînes de fleurs. Paris: Gazette des beaux arts, 1903. OCLC 83397671
- STERN, Ernesta. Terre des symboles. Paris: Gazette des beaux-arts, 1903. OCLC 29114819
- STERN, Ernesta. Visions de beauté. Paris: Imprimerie de Frazier-Soye, 1907. OCLC 459061869
- STERN, Ernesta. Le Coeur effeuillé, comédies. Paris: F. Juven, 1907. OCLC 459061804
- STAR, Maria. Les légendes de Venise. Paris: Émile-Paul, 1909. OCLC 6414503
- STAR, Maria. Les deux gloires. Paris: La phalange, 1909. Dostupné online. OCLC 978126885
- STERN, Ernesta. Faut-il pardonner?. Paris: A. Lemerre, 1911. OCLC 79634387
- STERN, Ernesta. Qui l'emporte ?. Paris: A. Lemerre, 1912. OCLC 459061833
- STERN, Ernesta. Suprême amour. Paris: A. Lemerre, 1914. OCLC 459061853
- STERN, Ernesta. Le Baptême du courage (manuscrit de la guerre). Paris: Éditions de la "Nouvelle revue, 1916. OCLC 459061790
- STERN, Ernesta. Une vie manquée. Paris: Éditions Gallus, 1921. OCLC 459061865
- STERN, Ernesta. Au soir de la vie : pensées. Paris: Gallus, 1921. OCLC 42797096
- STAR, Maria. L'Épervier d'or. Paris: La Revue mondiale, 1923. OCLC 459061809
- STERN, Ernesta. Sémiramis. Paris: Éditions de la Revue mondiale, 1924. OCLC 775730991